# Великобережецька сільська рада
Великобереже́цька сільська́ ра́да — адміністративно-територіальна одиниця та орган місцевого самоврядування у Кременецькому районі Тернопільської області. Адміністративний центр — село Великі Бережці.

## Загальні відомості
- Територія ради: 38,04 км²
- Населення ради: 2 130 осіб (станом на 2001 рік)
- Територією ради протікає річка Іква

## Населені пункти
Сільській раді були підпорядковані населені пункти:
- с. Великі Бережці
- с. Іква
- с. Малі Бережці
- с. Хотівка

## Склад ради
Рада складалася з 16 депутатів та голови.
- Голова ради: Федорук Микола Степанович
- Секретар ради: Сливюк Ірина Михайлівна

### Керівний склад попередніх скликань
| Прізвище, ім'я, по батькові | Основні відомості                                                 | Дата обрання | Дата звільнення |
| --------------------------- | ----------------------------------------------------------------- | ------------ | --------------- |
| Базюк Жанна Костянтинівна   | Сільський голова, 1966 року народження, освіта вища, позапартійна | 26.03.2006   | 31.10.2010      |
| Базюк Жанна Костянтинівна   | Сільський голова, 1966 року народження, освіта вища, позапартійна | 31.10.2010   |                 |

Примітка: таблиця складена за даними сайту Верховної Ради України

### Депутати
За результатами місцевих виборів 2010 року:
- Кількість мандатів: 16
- Кількість мандатів, отриманих за результатами виборів: 14
- Кількість мандатів, що залишаються вакантними: 2

#### За суб'єктами висування
| Суб'єкт висування | Кількість обраних депутатів | %   |
| ----------------- | --------------------------- | --- |
| Самовисування     | 14                          | 100 |

#### За округами
| № округу | Прізвище, ім'я, по батькові  | Дата визнання обраним | Освіта  | Партійна приналежність | Відомості про обраного депутата                                                 |
| -------- | ---------------------------- | --------------------- | ------- | ---------------------- | ------------------------------------------------------------------------------- |
| 1        | Соловей Любов Андріївна      | 03.11.2010            | середня | позапартійна           | пенсіонер                                                                       |
| 2        | Жаловага Анатолій Іванович   | 03.11.2010            | вища    | позапартійний          | Великобрежецька амбулаторія, лікар                                              |
| 3        | Місєвра Зінаїда Миколаївна   | 03.11.2010            | вища    | позапартійна           | Дитячий садок с. Великі Бережці, завідувач                                      |
| 4        | Гамера Галина Анатоліївна    | 03.11.2010            | середня | позапартійна           | Будинок культури с. Великі Бережці, директор                                    |
| 5        | Слив'юк Ірина Михайлівна     | 03.11.2010            | вища    | позапартійна           | Великобережецька сільська рада, секретар                                        |
| 6        | Петрук Володимир Аркадійович | 03.11.2010            | середня | позапартійний          | тимчасово не працює                                                             |
| 7        | Штогун Олена Олексіївна      | 03.11.2010            | вища    | позапартійна           | ЗВК «Почаїв», бухгалтер                                                         |
| 8        | Антонюк Микола Олександрович | 03.11.2010            | середня | позапартійний          | ТзОВ «Агропродресурс», робітник                                                 |
| 9        | Гах Віталій Григорович       | 03.11.2010            | вища    | позапартійний          | ПФГ «Віра», фермер                                                              |
| 10       | Красевич Світлана Миколаївна | 03.11.2010            | вища    | позапартійна           | Будинок культури с. Великі Бережці, художній керівник                           |
| 11       | Казмірук Василь Степанович   | 03.11.2010            | вища    | позапартійний          | ДЮСШ «Колос», тренер                                                            |
| 12       | Штука Ірина Анатоліївна      | 03.11.2010            | вища    | позапартійна           | Управління пенсійного фонду України в Кременецькому районі, головний спеціаліст |
| 14       | Підборецька Людмила Петрівна | 03.11.2010            | середня | позапартійна           | Кременецька ЦРКЛ, акушер                                                        |
| 15       | Дубінецька Марія Михайлівна  | 03.11.2010            | середня | позапартійна           | СВК «Агро-Іква»                                                                 |